# Pygeretmus pumilio
Pygeretmus pumilio is een zoogdier uit de familie van de jerboa's (Dipodidae). De wetenschappelijke naam van de soort werd voor het eerst geldig gepubliceerd door Kerr in 1792.